# Thomas Hammarberg

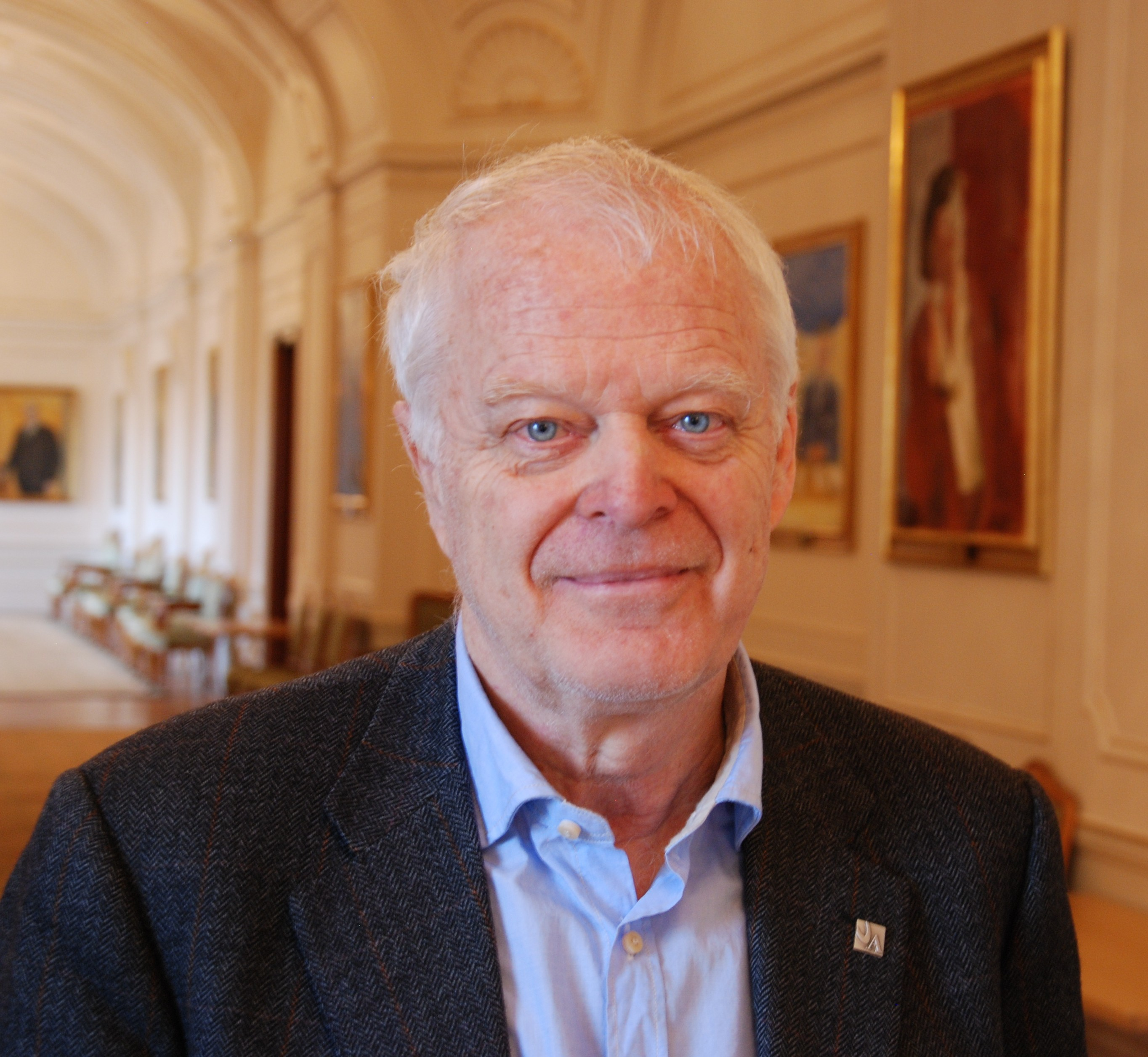
Thomas Hammarberg
Foto: Bengt Oberger

Thomas Viktor Asmund Hammarberg (Örnsköldsvik, Västernorrland, 2 de enero de 1942), es diplomático y activista pro Derechos Humanos sueco. Ha ocupado el puesto de Comisario de Derechos Humanos del Consejo de Europa en Estrasburgo de abril de 2006 hasta marzo de 2012. Hammarberg sucedió al primer Comisario, Álvaro Gil-Robles.

## Trayectoria
Antes de su nombramiento, Hammarberg había trabajado durante varias décadas para la mejora de la protección de los Derechos Humanos en Europa y en el mundo entero. Fue secretario general del Centro Internacional Olof Palme, con sede en Estocolmo (2002-2005), embajador de Suecia para Asuntos Humanitarios (1994-2002), secretario general de Save the Children en Suecia (1986-1992) y secretario general de Amnistía Internacional (1980-1986). En 1977, recibió el Premio Nobel de la Paz en representación de Amnistía Internacional.
Entre los años 2001 y 2003, Thomas Hammarberg trabajó como Asesor Regional para Europa, Asia Central y el Cáucaso del Alto Comisionado para los Derechos Humanos de las Naciones Unidas. Durante varios años, fue el representante personal del primer ministro sueco ante la Sesión Especial a favor de la Infancia de las Naciones Unidas, así como el Promotor de las Mesas Redondas organizadas por el norteamericano Aspen Institute sobre “Derechos Humanos en Misiones de Paz”. Entre 1996 y 2000, fue el representante especial del Secretario General de las Naciones Unidas (Kofi Annan) para los Derechos Humanos en Camboya. También ha participado en el Grupo de Trabajo sobre Refugiados en el marco del proceso multilateral de paz en Oriente Medio.
Hammarberg ha elaborado numerosas publicaciones sobre diversos aspectos relacionados con los DD.HH., en particular, sobre los derechos del niño, política de asilo, protección de las minorías, xenofobia, derechos de los gitanos y poblaciones nómadas, así como asuntos internacionales y de seguridad. También es valorado por sus conferencias sobre Derechos Humanos en diversas instituciones intergubernamentales y académicas. Como Comisario ha publicado cada dos semanas “Viewpoints”, artículos sobre DD.HH. que están disponibles en la página web de la institución.
Conforme a su mandato, el Comisario realiza visitas periódicas a los 47 Estados miembros del Consejo de Europa para promover el respeto de los derechos humanos.
Desde que fue nombrado en abril de 2006, Thomas Hammarberg llevó a cabo visitas y publicado informes en casi todos los Estados miembros del Consejo de Europa.
En 2012 fue sustituido en el cargo por Nils Muižnieks.